# Thadeu Gomes Canellas
Thadeu Gomes Canellas (* 28. Juli 1930 in Gravatai) ist ein brasilianischer Geistlicher und römisch-katholischer Altbischof von Osório.

## Leben
Thadeu Gomes Canellas empfing am 25. Februar 1956 die Priesterweihe.
Papst Johannes Paul II. ernannte ihn am 19. November 1983 zum Weihbischof in Porto Alegre und Titularbischof von Iunca in Byzacena. Der Erzbischof von Porto Alegre, João Cláudio Colling, spendete ihm am 25. Februar des nächsten Jahres die Bischofsweihe; Mitkonsekratoren waren Alfredo Vicente Kardinal Scherer, Alterzbischof von Porto Alegre, und Edmundo Luís Kunz, Weihbischof in Porto Alegre. 
Am 10. November 1999 wurde er zum ersten Bischof des mit gleichem Datum errichteten Bistums Osório ernannt. Am 15. November 2006 nahm Papst Benedikt XVI. seinen altersbedingten Rücktritt an.